# Loureirophonte isabelensis
Loureirophonte isabelensis is een eenoogkreeftjessoort uit de familie van de Laophontidae. De wetenschappelijke naam van de soort is voor het eerst geldig gepubliceerd in 1981 door Mielke.